# Deamia funis
Deamia funis es una especie de planta suculenta perteneciente al género Deamia, dentro de la familia Cactaceae. Es endémica de la vertiente atlántica de Nicaragua central.

## Descripción
Deamia funis es una especie de cactus epífito, de hábito colgante, trepador o rastrero, que se desarrolla sobre árboles. Los tallos pueden medir hasta 10 m de largo y tienen diámetros de 0,6 a 1,1 cm. Son articulados, cilíndricos y están formados por segmentos más o menos rectos. Tienen la epidermis de color verde y a menudo están cubiertos por una cera cuticular dura, quebradiza y transparente, similar a barniz. Se ramifican de forma irregular y suelen presentar raíces adventicias en la parte inferior, las cuales les permiten anclarse al tronco y las ramas de los árboles.  
Presentan de 6 a 8 costillas estrechas relativamente redondeadas, sobre las que se asientan areolas separadas entre sí de 1 a 1,5 cm. Tienen de 4 a 18 espinas rectas de color naranja a negro, de aproximadamente 1,5 cm de largo. No suele tener espinas tricomas (espinas finas en forma de pelos), aunque a veces aparecen unas pocas persistentes. Además suelen desarrollar hojas escuamiformes y deltadas de 0,4 mm de largo, aunque se caen prematuramente.
Las flores son solitarias, muy fragantes y presentan forma de embudo. Son actinomorfas, nocturnas y aparecen en los extremos de los tallos. Miden de 8 a 10 cm de largo y son de color blanco. Tienen el pericarpelo cubierto de espinas (algunas más finas, parecidas a pelos (tricomas)) y el perianto con numerosos segmentos ligeramente diferenciados, de 1.5 a 2 cm de largo. Los segmentos externos son de color verde amarillento pálido a blanco (a veces con el ápice marrón pálido), y los internos blancos. Los estambres miden de 1.5 a 3 cm de largo y el estigma lo tienen ubicado por encima de las anteras, ya que su estilo es largo y mide de 6 a 8 cm de longitud. Suele florecer en la estación seca, en los meses de enero a abril.
Los frutos son ovoides y de color verde amarillento cuando están a medio madurar. Tienen la piel lisa, con aproximadamente 20 espinas de hasta 0,7 cm de longitud, aunque no llegan a cubrir completamente la superficie del fruto.

## Distribución y hábitat
El área de distribución nativa de esta especie es la vertiente atlántica de Nicaragua central y crece principalmente en el bioma tropical estacionalmente seco. Se desarrolla en zonas de niebla de bosques secos y estacionales, a elevaciones de 322 a 423 metros sobre el nivel del mar.

## Taxonomía
Deamia funis fue descrita por los botánicos Barry Edward Hammel y Ángel Salvador Arias Montes y publicada por primera vez en la revista científica Phytotaxa 576: 221 en 2022.
Etimología
- Deamia: nombre genérico otorgado en honor al botánico y recolector de plantas estadounidense Charles C. Deam (1865 – 1953), quien envió la planta Deamia testudo desde Guatemala a los botánicos estadounidenses Nathanael Lord Britton y Joseph Nelson Rose para su estudio.[4]
- funis: epíteto específico latino que significa 'cuerda' o 'soga', haciendo referencia a los tallos largos, colgantes y parecidos a cuerdas cuando la planta crece sobre las ramas horizontales de los árboles.[5]

## Estado de conservación
La zona donde se conoce la existencia de esta planta, al estar sujeta a la ganadería, sufre una continua destrucción del hábitat. Por tanto, según las directrices para el uso de las categorías y criterios de la Lista Roja de Especies Amenazadas de la UICN (2022) esta especie debería considerarse "En Peligro de Extinción (EN).

## Usos
Se cultiva raramente como planta ornamental y su propagación se realiza normalmente a través de esquejes.